# Sri Yukteswar

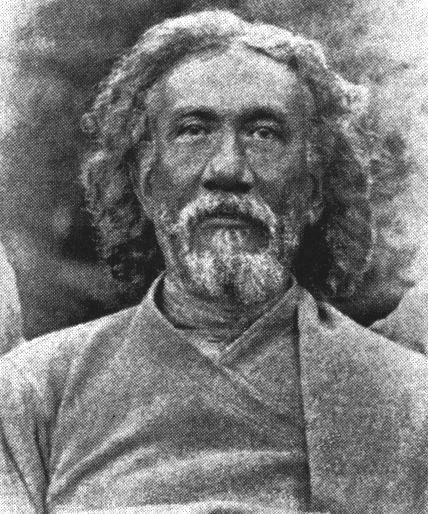
Sri Yukteswar

Swami Sri Yukteswar Giri (Serampore 10 de mayo de 1855-Puri, 9 de marzo de 1936). Fue un monje y yogui indio, gurú de Paramahansa Yogananda.Nació con el nombre de familia de Priya Nath Karar. Hijo de un próspero negociante, heredó la mansión ancestral que posteriormente convertiría en la ermita en la que desarrollaría su labor de gurú. Fue en 1884 en su mediana edad cuando encontró la guía de Lahiri Mahasaya quien lo iniciaría en el camino del Kriya Yoga.
Tiempo después al enviudar entró en la orden de los Swamis y recibió el nombre de Sri Yukteswar Giri. Yukteswar significa "unido a Ishwara" (un nombre de Dios). Giri ("montaña") es la denominación de una de las diez antiguas ramas de la Orden de los Swamis. Sri significa santo, no es nombre sino título de respeto. 

## Vida en la ermita
El hecho de ser aceptado como chela (discípulo) en la ermita implicaba un compromiso por ambas partes, tanto del gurú como del estudiante. La educación recibida era intelectual y espiritual y se impartía gratuitamente a todos los discípulos. Sri Yukteswar aconsejaba a sus estudiantes que se convirtieran en eslabones vivientes de las virtudes orientales y occidentales. Alababa el progreso y los recursos occidentales y los ideales religiosos orientales.
Sri Yukteswar hablaba con fluidez el inglés, el francés, el hindi y el bengalí. Tenía buenos conocimientos de sánscrito y era un experto en el Bhagavad Gita. En la ermita recibía de forma habitual la visita de filósofos, profesores, abogados, médicos y científicos para discutir sobre temas metafísicos, ampliar conocimientos o disertar sobre las sagradas escrituras hindúes.
El discípulo más conocido de Sri Yukteswar fue Paramahansa Yogananda, que abandonaría la India al mandato de su gurú y se instalaría en la costa este de los Estados Unidos para desde allí enseñar los principios del Kriya Yoga al mundo occidental. Aunque su primera ubicación fue en Chicago, el gran interés mostrado por los habitantes de California en su permanencia determinó la localización definitiva de su ashram en Mount Washington.

## Enseñanzas a sus discípulos
Al igual que su gurú y predecesor Lahiri Mahasaya, Sri Yukteswar enseñaba una espiritualidad eminentemente práctica y que instaba a los estudiantes a responsabilizarse de su propio progreso. Consideraba el libre albedrío como un derecho inalienable que otorga a los humanos la capacidad de mejorar la propia existencia mediante el esfuerzo. Nadie ha interferido en lo que somos ahora puesto que poseemos libre albedrío, somos entonces el resultado de nuestras acciones. Por tanto el Kriya Yoga que enseñaban se aleja del dogma, la doctrina y el ritual.
En sus enseñanzas introdujo términos y conceptos innovadores para la época y para los contenidos de índole espiritual como la plasticidad de la mente o los centros espinales que según el Kriya Yoga permiten percepciones más elevadas a través de las cuales el devoto podrá expresar plenamente la divinidad.

## La Ciencia Sagrada
Es en la introducción donde el autor explica que en enero de 1894 cuando asistía en Allahabad a una Kumbamela, Mahavatar Babaji le encargó la escritura de un libro que demostrara mediante citas paralelas la armonía esencial existente entre las escrituras cristianas e hindúes. Fue en Serampore donde escribió La Ciencia Sagrada comparando la Biblia y el Sanatana Dharma, nombre dado al cuerpo de enseñanzas védicas.
En el siguiente párrafo se muestra la metodología del libro para constatar los paralelismos. El Sutra 13 dice: "El cuerpo humano está hecho a imagen de este universo .El cuerpo físico del hombre tiene también en su interior siete lugares vitales llamados Patalas. Cuando el hombre enfoca su atención en su Ser y avanza en la forma correcta, percibe la Luz Espiritual de dichos lugares, los cuales se describen en la Biblia como siete iglesias. Y las luces, semejantes a estrellas, que allí se perciben son cual siete ángeles"
Encontramos la referencia paralela en Apocalipsis 1:12,13,16,20
"Y vuelto, vi siete candeleros de oro y en medio de los siete candeleros, a uno semejante al hijo del hombre"
"Tenía en su diestra siete estrellas"
"Las sietes estrellas son los ángeles de las siete iglesias, y los siete candeleros que has visto son las siete iglesias"

## Oriente en Occidente
La imagen de Sri Yukteswar se puede ver en la portada del álbum de The Beatles, Sgt. Pepper's Lonely Hearts Club Band (1967). Él aparece en la esquina superior izquierda.
Esta aparición no es casual puesto que The Beatles mostraron durante cierto tiempo interés por el enfoque del mundo y la espiritualidad que mostraban los rishis hindúes.
Fue George Harrison quien profundizó en el estudio del misticismo oriental de manera notable, fundamentando en sus prácticas espirituales su vida y cierta parte de su obra musical posterior a la disolución de The Beatles. Él mismo explica su descubrimiento y posterior influencia de estas enseñanzas en Living in the material world, un documental de Martin Scorsese.